# Adam Thielen
Adam John Thielen (geboren am 22. August 1990 in Detroit Lakes, Minnesota) ist ein US-amerikanischer American-Football-Spieler auf der Position des Wide Receivers. Er spielte College Football für die Minnesota State University, Mankato und stand zehn Jahre lang bei den Minnesota Vikings in der National Football League (NFL) unter Vertrag. Seit 2023 spielt Thielen für die Carolina Panthers.

## Frühe Jahre
Thielen wuchs im Norden Minnesotas auf und ging auf die Highschool in Detroit Lakes, wo er neben Football auch in den Sportarten Basketball, Baseball und Golf auffiel. Mit der Golfmannschaft konnte er die Staatsmeisterschaften gewinnen.

## College
Thielen besuchte von 2008 bis 2012 die Minnesota State University, Mankato und spielte für die Minnesota State Mavericks in der zweitklassigen NCAA Division II.
Insgesamt fing er in diesen drei Jahren 198 Bälle für 2802 Yards und schaffte dabei 20 Touchdowns.

## NFL
Im NFL Draft 2013 wurde Thielen nicht ausgewählt. Er wurde danach von den Carolina Panthers und den Minnesota Vikings zu Rookie Camps eingeladen. Die Vikings verpflichteten ihn daraufhin als Free Agent. Er wurde im Rahmen der finalen Kaderverkleinerung auf 53 Spieler aus dem Kader gestrichen und in das Practice Squad aufgenommen.
Thielen etablierte sich 2014 bei den Vikings und wurde als Wide Receiver und in den Special Teams eingesetzt. Er debütierte beim 34:6-Sieg bei den St. Louis Rams. In der 13. Woche erzielte Thielen seinen ersten Touchdown in der NFL gegen die Carolina Panthers, in dem er einen gegnerischen Punt blockte und 30 Yards in die gegnerische Endzone zurücktrug. Dafür wurde er zum NFC Special Teams Player of the Week ernannt.
Seinen Durchbruch schaffte Thielen in der Saison 2016, als ihm unerwartet eine Saison mit fast 1000 Receiving Yards gelang. Nach der Saison lief Thielens Vertrag aus. Die Vikings nahmen ihn mit einem Dreijahresvertrag über 27 Millionen US-Dollar erneut unter Vertrag.
Am 23. November 2017 erreichte er 1000 gefangene Yards in einer Saison, was bei den Vikings zuletzt 2009 Sidney Rice gelang. Am 19. Dezember 2017 wurde er erstmals für den Pro Bowl nominiert, ebenso wie in der Saison darauf, in der er mit 105 gefangenen Pässen auf dem zweiten Platz in der NFL lag.
Im April 2019 unterschrieb er eine Verlängerung seines bis 2021 laufenden Vertrages bei den Vikings um weitere vier Jahre über 64 Millionen US-Dollar. In der Saison 2019 zog er sich in Woche 7 gegen die Detroit Lions eine Oberschenkelverletzung zu, an der er längere Zeit laborierte. Er verpasste sechs Spiele vollständig, nachdem er zuvor 87 Spiele in Folge für die Vikings bestritten hatte. In der Regular Season kam er auf nur 30 gefangene Pässe und 418 Yards sowie sechs Touchdowns. Im ersten Play-off-Spiel der Vikings, dem 26:20-Sieg über die New Orleans Saints in der Wild Card Round, spielte Thielen eine wichtige Rolle. Zunächst unterlief ihm früh im Spiel ein Fumble, mit sieben gefangenen Pässen für 129 Yards, darunter ein 43-Yards-Catch im entscheidenden Drive der Verlängerung, war Thielen jedoch letztlich ein wesentlicher Faktor für den Sieg.
In der Spielzeit 2020 erzielte Thielen 14 Touchdowns und stellte damit einen neuen Karrierebestwert auf. Zudem war er als erfahrenster Receiver der Vikings Mentor für Rookie Justin Jefferson, den die Vikings in der ersten Runde des Draft als Nachfolger von Stefon Diggs ausgewählt hatten. Am 13. Spieltag der Saison 2021 verletzte Thielen sich bei der Partie gegen die Detroit Lions am Knöchel und fiel daher für die folgenden beiden Partien aus. Er kehrte für die Partie in Woche 16 gegen die Los Angeles Rams zurück, verletzte sich dabei aber erneut und verpasste anschließend auch die letzten beiden Spiele der Saison. Thielen beendete die Spielzeit mit 67 gefangenen Pässen für 726 Yards und zehn Touchdowns.
Am 10. März 2023 wurde Thielen von den Vikings entlassen. Am 20. März unterschrieb er einen Dreijahresvertrag bei den Carolina Panthers. Als Hauptanspielstation von Rookie-Quarterback Bryce Young fing Thielen 103 Pässe für 1014 Yards und fünf Touchdowns. Damit brach er zum ersten Mal seit 2018 die 1000-Yards-Marke und egalisierte bei den Panthers den Franchiserekord von Steve Smith für die meisten gefangenen Pässe eines Wide Receivers in einer Saison. In der Saison 2024 verpasste Thielen sieben Spiele wegen einer Oberschenkelverletzung und kam in zehn Spielen auf 48 gefangene Pässe für 615 Yards und fünf Touchdowns.

### NFL-Statistiken
| Saison                             | Team              | Spiele | Spiele | Receiving | Receiving | Receiving | Receiving | Receiving | Rushing | Rushing | Rushing | Rushing | Rushing | Fumbles | Fumbles |
| Saison                             | Team              | GP     | GS     | Rec       | Yds       | Avg       | Lng       | TD        | Att     | Yds     | Avg     | Lng     | TD      | Fum     | Lost    |
| ---------------------------------- | ----------------- | ------ | ------ | --------- | --------- | --------- | --------- | --------- | ------- | ------- | ------- | ------- | ------- | ------- | ------- |
| 2014                               | Minnesota Vikings | 16     | 2      | 8         | 137       | 17,1      | 44        | 1         | –       | –       | –       | –       | –       | 0       | 0       |
| 2015                               | Minnesota Vikings | 16     | 2      | 12        | 144       | 12,0      | 30        | 0         | 4       | 89      | 22,3    | 41      | 0       | 0       | 0       |
| 2016                               | Minnesota Vikings | 16     | 10     | 69        | 967       | 14,0      | 71        | 5         | 2       | 15      | 7,5     | 11      | 0       | 2       | 1       |
| 2017                               | Minnesota Vikings | 16     | 16     | 91        | 1276      | 14,0      | 65        | 4         | 1       | 11      | 11,0    | 11      | 0       | 3       | 2       |
| 2018                               | Minnesota Vikings | 16     | 16     | 113       | 1373      | 12,2      | 68        | 9         | 5       | 30      | 6,0     | 15      | 0       | 1       | 1       |
| 2019                               | Minnesota Vikings | 10     | 10     | 30        | 418       | 13,9      | 44        | 6         | 4       | 6       | 1,5     | 3       | 1       | 0       | 0       |
| 2020                               | Minnesota Vikings | 15     | 15     | 74        | 925       | 12,5      | 51        | 14        | 3       | 15      | 5,0     | 8       | 0       | 0       | 0       |
| 2021                               | Minnesota Vikings | 13     | 13     | 67        | 726       | 10,8      | 35        | 10        | 1       | 2       | 2,0     | 2       | 0       | 1       | 0       |
| 2022                               | Minnesota Vikings | 17     | 17     | 70        | 716       | 10,2      | 36        | 6         | 1       | 4       | 4,0     | 4       | 0       | 0       | 0       |
| 2023                               | Carolina Panthers | 17     | 17     | 103       | 1014      | 9,8       | 32        | 4         | 1       | 6       | 6,0     | 6       | 0       | 2       | 0       |
| 2024                               | Carolina Panthers | 10     | 10     | 48        | 615       | 12,8      | 40        | 5         | –       | –       | –       | –       | –       | 0       | 0       |
| Total                              | Total             | 162    | 128    | 685       | 8311      | 12,1      | 71        | 64        | 22      | 178     | 8,1     | 41      | 1       | 9       | 4       |
| Quelle: pro-football-reference.com |                   |        |        |           |           |           |           |           |         |         |         |         |         |         |         |

## Privatleben
Thielen ist seit 2015 mit seiner Frau Caitlin verheiratet, mit der er zwei gemeinsame Söhne und eine Tochter hat.